# The Greater Cause
The Greater Cause — четвёртый сольный студийный альбом Джона Шлитта, певца и солиста группы Petra, вышел 8 мая 2012 года на лейбле 4K Records.

## Об альбоме
Джон Шлитт получил капитал для записи CD через Kickstarter — модель «массового финансирования», сотрудничая с фанатами, вложившимися финансово в создание этого альбома.

Джон Шпитт комментировал свой альбом: 
Каждая песня в альбоме содержит послание, относящееся к тому, что происходит в нашей повседневной жизни. <…> Насколько актуальны мы, как христиане, в современном мире? Что мы можем сделаем в окружающем нас мире — как мы от него отличаемся? Мы должны использовать здравый смысл в этом мире и пробудиться к тому, что Иисус Господь, независимо от того, что говорят или делают окружающие.

## Список композиций
Все песни написаны Деном Недхамом, за исключением отмеченных.
1. «Live It Loud» (Крис Родригес, Ден Недхам, Скотт Фэрклофф, Джон Шлитт)
2. «Take Me Home» (Эндрю Рэмси, Ден Недхам, Джон Шлитт)
3. «Love Won’t Leave Me Alone»
4. «One of These Days»
5. «Faith And Freedom» (Ян Эскелин, Ден Недхам)
6. «End of Fear» (Ян Эскелин, Ден Недхам)
7. «Where I Want To Be» (Ден Недхам, Скотт Фэрклофф, Джон Шлитт)
8. «Hope That Saves The World» (Ден Недхам, Джон Шлитт)
9. «Run» (Жанна Миллер, Ден Недхам, Джон Шлитт)
10. «The Gift (Dorla’s Song)» (Эндрю Рэмси, Ден Недхам, Джон Шлитт)
11. «The Cross Remains (Bonus Track)» (Ден Недхам, Джон Шлитт)